# 11107 Хаккода
11107 Хаккода (11107 Hakkoda) — астероїд головного поясу, відкритий 25 жовтня 1995 року.
Тіссеранів параметр щодо Юпітера — 3,222.